# シートン動物記 (アニメ)
- 三井不動産アニメワールド > シートン動物記 (アニメ)
- シートン動物記 > シートン動物記 (アニメ)

『シートン動物記』（シートンどうぶつき）は、日本のテレビアニメ作品。全45話。

## 概要
集英社から発売された『シートン動物記・完訳版』（原著者 - アーネスト・トンプソン・シートン）を原作とする、一話完結型のテレビアニメである。エイケンとサンシャインコーポレーション・オブ・ジャパン（SSC、現・サンシャインコーポレーション）の共同製作。
本作は、1989年10月14日から1990年12月22日まで日本テレビの『三井不動産アニメワールド』枠で放送されていた。しかし、同時期にプロ野球ナイター中継の開始時刻が土曜日のみ18:30に早まった上に、巨人戦が余程の事がない限りは休止にならない東京ドームで行われていたため、ナイターシーズン中にはたびたび放送休止になっていた。全45話の作品であるのにもかかわらず、1年以上にわたって放送されていたのはこのためである。特に1990年8月中には1回も放送されなかった。
なお、『三井不動産アニメワールド』枠の作品でエイケンとSSCが携わったのは本作のみで、次作の『おちゃめなふたご クレア学院物語』以降は東京ムービー新社（現：トムス・エンタテインメント）作品となる。

## キャスト
- アーネスト・T・シートン（声 - 中田浩二）

## スタッフ
- 制作 - 村田英憲（エイケン）
- 原作 - アーネスト・T・シートン
- 企画 - 武井英彦（日本テレビ）
- 監督 - 白土武
- 監修 - 藤原英司
- キャラクター監修 - 小林勝利
- 撮影監督 - 金子仁（東京アニメーションフィルム）
- 美術監督 - 松宮正純
- 音楽 - 大谷幸
- 録音監督 - 大熊昭（APU）
- 効果 - 横山正和
- 整音 - 中戸川次男
- 編集 - 松村将弘
- 録音スタジオ - APU studio
- 録音制作 - AUDIO PLANNING U
- タイトル - マキ・プロ
- 現像 - 東京現像所
- 制作デスク - 福与雅子（日本テレビ）、保原剛仁
- 制作担当 - 原屋楯男（ビッグバン）、武田弘
- プロデューサー - 伊藤響（日本テレビ）、霜田正信（エイケン）、大平隆義（SSC）
- 企画・制作 - 日本テレビ
- 製作 - エイケン、SSC

## 主題歌
オープニングテーマ「生命（いのち）あるもの」
作詞 - 山上路夫 / 作曲 - 佐伯博志 / 編曲 - 大谷幸 / 歌 - ドリーミング
後に、同じく日本テレビで放送されているアニメ『それいけ!アンパンマン』の第446回Bパート「バタコさんと空飛ぶマフラー」（放送日：1997年10月3日）にて挿入歌として流れた。また、一部のアンパンマン関連のCDにも収録されている。
エンディングテーマ「ユートピア」
作詞 - 山上路夫 / 作曲 - 佐伯博志 / 編曲 - 大谷幸 / 歌 - ドリーミング
これらは作品本編での使用が予定されていた挿入歌とともに、バップから発売された『シートン動物記 オリジナルサウンドトラック』に収録されている。

## 各話リスト
| 話            | サブタイトル                  | 脚本     | 絵コンテ   | 演出       | 作画監督   | 放送日          |
| ------------- | ----------------------------- | -------- | ---------- | ---------- | ---------- | --------------- |
| 1             | ちび犬チンク                  | 翁妙子   | 白土武     | 白土武     | 丸山政次   | 1989年 10月14日 |
| 2             | タラク山の熊王                | 伊東恒久 | 石川康夫   | 新田義方   | 新井豊     | 10月21日        |
| 3             | 少年とオオヤマネコ            | 山崎晴哉 | 川瀬敏文   | 岡部英二   | 鈴木英二   | 10月28日        |
| 4             | ギザ耳うさぎ                  | 伊東恒久 | 新田義方   | 渡辺慎一   | 大戸幸子   | 11月4日         |
| 5             | 伝書鳩アルノー                | 富田祐弘 | 岡部英二   | 大庭秀昭   | 敷島博英   | 11月11日        |
| 6             | 裏町の野良猫                  | 水城ゆう | 渡部英雄   | 新田義方   | 新井豊     | 11月18日        |
| 7             | だく足の野生馬                | 翁妙子   | 石川康夫   | 石川康夫   | 新井豊     | 11月25日        |
| 8             | 小さな軍馬ウサギ              | 山崎晴哉 | 新田義方   | 岡部英二   | 福田鷹志   | 12月2日         |
| 9             | イノシシのあぶく坊や          | 伊東恒久 | 山崎健一   | 伊東政雄   | 大戸幸子   | 12月9日         |
| 10            | 峰の王者・羊のクラッグ        | 富田祐弘 | 岡部英二   | 大庭秀昭   | 敷島博英   | 12月16日        |
| 11            | ウィニペグの狼                | 翁妙子   | 白土武     | 伊東政雄   | 小林一三   | 12月23日        |
| 12            | キツネ犬ワリー                | 山崎晴哉 | 石川康夫   | 栗山美秀   | 新井豊     | 1990年 1月6日   |
| 13            | 赤えりウズラの冒険            | 翁妙子   | 岡部英二   | 岡部英二   | 神宮慧     | 1月13日         |
| 14            | 白いトナカイの伝説            | 富田祐弘 | 新田義方   | 川端蓮司   | 鄭雨英     | 1月20日         |
| 15            | りっぱになった犬ビリー        | 山崎晴哉 | 棚沢隆     | 川端蓮司   | 宇田忠順   | 1月27日         |
| 16            | サンドヒルの雄ジカ            | 伊東恒久 | 村田昌一   | 岡部英二   | 上村栄司   | 2月3日          |
| 17            | 狼王ロボ（前編）              | 山崎晴哉 | 白土武     | 白土武     | 大戸幸子   | 2月10日         |
| 18            | 狼王ロボ（後編）              | 山崎晴哉 | 石川康夫   | 白土武     | 新井豊     | 2月17日         |
| 19            | 名犬ビンゴ                    | 翁妙子   | 大庭秀昭   | 大庭秀昭   | 敷島博英   | 2月24日         |
| 20            | キルダー川のあらいぐま        | 翁妙子   | 棚沢隆     | 川端蓮司   | 上村栄司   | 3月3日          |
| 21            | カラスの隊長 シルバースポット | 富田祐弘 | 秦泉寺博   | 木下ゆうき | 木下ゆうき | 3月10日         |
| 22            | 暴れ猿ジニー                  | 翁妙子   | 森田浩光   | 森田浩光   | 本木久年   | 3月17日         |
| 23            | 子熊のジョニー                | 山崎晴哉 | 白土武     | 伊東政雄   | 大戸幸子   | 3月24日         |
| 24            | スプリングフィールドのキツネ  | 山崎晴哉 | 大庭秀昭   | 大庭秀昭   | 新井豊     | 3月31日         |
| 25            | 暴れ馬コーリー・ベィ          | 伊東恒久 | 石川康夫   | 石川康夫   | 敷島博英   | 4月28日         |
| 26            | 勇気ある子犬スナップ          | 富田祐弘 | 村田昌一   | 岡部英二   | 上村栄司   | 5月5日          |
| 27            | アナグマと少年                | 山崎晴哉 | 木下ゆうき | 雄谷将仁   | 相澤昌弘   | 5月12日         |
| 28            | マガモ親子の冒険旅行          | 翁妙子   | 森田浩光   | 森田浩光   | 本木久年   | 5月26日         |
| 29            | 歌うスズメの冒険              | 山崎晴哉 | 石川康夫   | 石川康夫   | 新井豊     | 6月23日         |
| 30            | 灰色熊ワーブの一生（前編）    | 伊東恒久 | 白土武     | 白土武     | 大戸幸子   | 7月14日         |
| 31            | 灰色熊ワーブの一生（後編）    | 伊東恒久 | 白土武     | 白土武     | 大戸幸子   | 7月21日         |
| 32            | 立派になったコヨーテ          | 富田祐弘 | 大庭秀昭   | 大庭秀昭   | 敷島博英   | 9月1日          |
| 33            | イエローストーンの銀ギツネ    | 翁妙子   | 村田昌一   | 成川武千嘉 | 山本清     | 9月29日         |
| 34            | 森の妖精コウモリの冒険        | 山崎晴哉 | 村田昌一   | 葛谷直行   | 上村栄司   | 10月6日         |
| 35            | すばらしき鹿の仲間たち        | 富田祐弘 | 石川康夫   | 石川康夫   | 新井豊     | 10月13日        |
| 36            | バッドランドの狼              | 翁妙子   | 大庭秀昭   | 大庭秀昭   | 敷島博英   | 10月20日        |
| 37            | ウィンディゴールの雁          | 翁妙子   | 白土武     | 葛谷直行   | 上村栄司   | 10月27日        |
| 38            | おもしろい灰色熊              | 山崎晴哉 | 村田昌一   | 石川康夫   | 新井豊     | 11月3日         |
| 39            | ポプラの森のビーバー          | 富田祐弘 | 白土武     | 伊東政雄   | 大戸幸子   | 11月10日        |
| 40            | 踊るカンガルーネズミ          | 翁妙子   | 昆進之介   | 星野寛満   | 金子勲     | 11月17日        |
| 41            | 秋に歌うコガラたち            | 伊東恒久 | 白土武     | 城檀       | 上村栄司   | 11月24日        |
| 42            | 大きな森の小さなスカンク      | 富田祐弘 | 白土武     | 伊東政雄   | 大戸幸子   | 12月1日         |
| 43            | 大平原のプレリードッグ        | 山崎晴哉 | 大雷太     | 大雷太     | 兵頭敬     | 12月8日         |
| 44            | 荒野に生きる猛牛バイソン      | 山崎晴哉 | 大庭秀昭   | 大庭秀昭   | 上村栄司   | 12月15日        |
| 45 （最終回） | 森を守る小さなアカリス        | 翁妙子   | 白土武     | 伊東政雄   | 大戸幸子   | 12月22日        |

## 放送局
- 日本テレビ（制作局）
- 読売テレビ　同時ネット(1989年10月〜12月)[注釈 1]
→ 時差ネット 火曜　10:25 - 10:55(1990年1月[3]〜3月13日)
1990年3月13日で終了マーク無しの打ち切り[注釈 2]。
- 山梨放送 日曜　10:30  - 11:00(1989年10月-1990年3月)[5]
1990年3月末で一旦打ち切り。
→ 日曜　6:15 - 6:45(1990年12月-1991年5月頃)[6]
- テレビ金沢（1990年4月開局から、同時ネット[7]）